# Pánd
Pánd är en ort i Ungern.   Den ligger i provinsen Pest, i den centrala delen av landet, 50 km öster om huvudstaden Budapest. Pánd ligger 134 meter över havet och antalet invånare är 2 041.
Terrängen runt Pánd är platt. Runt Pánd är det ganska tätbefolkat, med 78 invånare per kvadratkilometer. Närmaste större samhälle är Pilis, 9,7 km sydväst om Pánd. Trakten runt Pánd består till största delen av jordbruksmark.